# 虎膽妙算
《虎膽妙算》（英語：Mission: Impossible，香港譯爲“職業特工隊”）是美國1966年至1973年製作的電視影集，於1966年9月17日至1973年3月30日播映，全7季，共171集。
1968年由台灣電視公司（台視，TTV）引進了第一季播出，於1968年3月5日至1968年9月17日播映，全29集。但當時台灣播出的譯名則為《赴湯蹈火》（原音播出，配以中文字幕）。1970年至1973年間，台視於每星期日晚上時段播出第二季之後的內容時，才改名為《虎膽妙算》。當時僅單純採用音譯方式稱呼各角色。1992年，台灣電視公司在《台視影集》時段重播，並改以國語配音（因1991年台視《新虎膽妙算》播出，因應觀眾懷舊要求而重播）。
本片被改編成系列電影《不可能的任務》，由湯姆·克魯斯主演。

## 主要角色
- 史提芬·希爾（英语：Steven Hill）：飾 Dan Briggs
- 彼得·格瑞夫斯：飾 Jim Phelps
- 芭芭拉·貝恩：飾 Cinnamon Carter
- 葛雷格·摩里斯（英语：Greg Morris）：飾 Barnard "Barney" Collier
- 彼得·路帕斯（英语：Peter Lupus）：飾 William "Willy" Armitage
- 馬丁·蘭道：飾 Rollin Hand
- 劇中錄音帶語音：Bob Johnson

## 外部連結
- 互联网电影数据库（IMDb）上《Mission: Impossible》的资料（英文）
- , ,   [2020-10-03], （原始内容存档于2013-10-08）.
- , ,   [2020-10-03], （原始内容存档于2017-07-01）.
- ,   [2020-10-03], （原始内容存档于2011-12-08）.
- ,   [2020-10-03], （原始内容存档于2021-02-28）—memorabilia of the show, such as Dell comics, toys, posters &c.
- ,   [2020-10-03], （原始内容存档于2009-04-12）: database and cover gallery for the Dell comic book series.